# Impero cinese
L'Impero cinese fu uno stato dell'Asia orientale esistito dal 221 a.C., quando i vari regni cinesi furono unificati da Shi Huangdi, al 1912 quando la monarchia crollò in seguito alla rivoluzione repubblicana. Pur attraversando momenti di crisi e fasi alterne, l'impero fu contrassegnato da una continuità millenaria. Sul trono imperiale si succedettero complessivamente quindici dinastie, più diverse altre che non controllarono però l'intero territorio cinese o ci riuscirono soltanto per brevi periodi.

## Storia

### Origini
Tra il V e il III secolo a.C. la Cina era suddivisa in diversi potentati che cercavano di predominare l'uno sull'altro. Questa fase della storia cinese prende appunto il nome di periodo degli Stati Combattenti, le cui monarchie più importanti erano sette: Han, Wei, Zhao, Qi, Qin, Yan e Chu. Già nel III secolo a.C. però lo stato di Qin emerse come la potenza egemone della regione: assoggettando man mano tutti i principati rivali, Il regno di Qin concentrò i suoi sforzi nell'unificazione di tutto il tianxia (letteralmente "ciò che sta sotto il cielo", vale a dire l'ecumene cinese). Questo processo culminò quando nel 246 a.C. ascese al trono di Qin Ying Zheng.

### Il Primo Impero
Nel 221 a.C. Zheng concluse l'unificazione del paese: come primo monarca a regnare sull'intera Cina, si attribuì il titolo di Shi Huangdi, ovvero "Primo Imperatore". La fondazione del primo Impero centralizzato comportò notevoli cambiamenti, destinati a influenzare tutta la successiva storia cinese; tra i più rilevanti sicuramente va menzionata la formazione un complesso apparato burocratico, base della struttura amministrativa che reggerà l'amministrazione imperiale per tutti i secoli successivi. Nonostante ciò, il Primo Impero crollò sotto la spinta di pressioni esterne e contraddizioni interne; queste ultime in particolare riguardavano l'opposizione tra lo stesso Stato centralizzato e gli interessi dei grandi proprietari terrieri.

#### Dinastia Qin (221-206 a.C.)

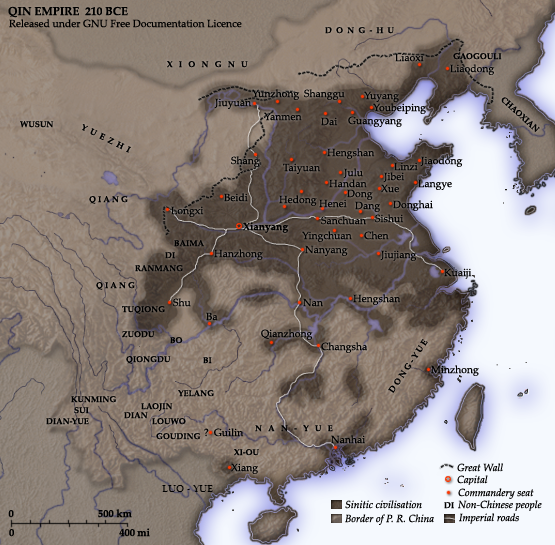
Estensione del territorio sotto il controllo della dinastia Qin

Sotto Qin Shi Huangdi le truppe imperiali conquistarono vasti territori della Cina meridionale, spingendosi fino ad Hanoi, nell'attuale Vietnam; a nord invece fu contenuta l'espansione degli Xiongnu grazie anche alla costruzione della prima Grande muraglia, lunga più di 5000 km. Contemporaneamente, Shi Huangdi prese numerosi provvedimenti al fine di unificare politicamente l'Impero: l'antica aristocrazia venne esautorata e furono creati governatorati retti da funzionari di nomina imperiale, mentre i vecchi Stati furono aboliti e le loro fortezze abbattute. Le unità di misura e la monetazione vennero unificate, così come la scrittura. Infine, per meglio connettere le diverse regioni fu realizzata una vasta rete stradale e fu intrapresa la costruzione di canali navigabili.
Per consolidare il suo potere, Shi Huangdi cercò di imporsi come iniziatore di una nuova fase della storia cinese, cancellando il passato e delegittimando la tradizione. Ciò portò a cruenti episodi come il rogo di libri e la sepoltura di studiosi. Tuttavia, la dinastia Qin non sopravvisse alla morte del suo fondatore: in breve tempo la corte e il governo vennero dilaniati da lotte intestine, privi di una figura politica forte; in un clima di continui complotti e colpi di mano, nel 209 a.C. scoppiò una grande rivolta popolare che, dopo diversi scontri, portò il contadino Liu Bang ad assumere il titolo imperiale, fondando la dinastia Han.

#### Dinastia Han occidentale (206 a.C.-9 d.C.)
Liu Bang, poi conosciuto come Gaozu, aveva acquisito il potere grazie all'appoggio di alcuni comandanti, i quali vennero ricompensati con titoli nobiliari e territori. Accanto alle terre direttamente amministrate dall'Impero dunque presero forma alcuni regni (guo) simili a quelli di epoca Zhou. Durante la dinastia Han si verificarono frequenti tensioni tra le rivendicazioni autonomistiche di questi regni e l'amministrazione centralizzata dell'Impero, almeno fino a quando quest'ultima non riuscì ad insediare principi di sangue imperiale in questi regni.
I primi sovrani Han cercarono di irrobustire l'economia cinese, alleviando le tasse gravanti sui contadini, e adottarono una linea moderata in politica estera, cercando di evitare scontri con le popolazioni confinanti come gli Xiongnu. L'ascesa al trono di Wudi nel 140 a.C. segnò una decisa svolta: il suo regno, durato più di cinquant'anni, vide una forte politica centralizzatrice e un ritorno all'espansionismo militare. In particolare, vennero imposti diversi monopoli su risorse strategiche come sale, ferro e alcol, mentre furono avviate campagne militari volte a controllare l'Asia centrale e i territori meridionali, entrambe aree strategiche per il commercio con l'Occidente.
Dopo una serie di sovrani molto deboli, la dinastia Han crollò con la fondazione da parte di Wang Mang della brevissima dinastia Xin. Wang Mang, successivamente considerato un usurpatore, cercò vanamente di restaurare una politica centralizzatrice dai tratti arcaicizzanti, che incontrò forti resistenze nelle grandi famiglie possidienti sorte durante la dinastia Han. Il suo regno cadde nel 23 d.C. con una serie di insurrezioni che portarono Liu Xuan a restaurare la dinastia Han.

#### Dinastia Han orientale (25-220 d.C.)
Liu Xuan cercò di restaurare l'autorità imperiale abbandonando tuttavia le politiche più accentratrici, ad esempio abolendo i monopoli, e al contempo riaffermando la propria supremazia militare alle frontiere. Tuttavia, la dinastia Han orientale – così detta perché la capitale venne spostata ad est, a Luoyang – fu contrassegnata dalle lotte interne per il potere. La corte, e in particolare i parenti delle imperatrici, tutti esponenti delle grandi famiglie aristocratiche, si trovarono a scontrarsi con gli eunuchi, i quali detenevano un ruolo fondamentale nelle strutture statali. La dinastia Han cadde allora sotto il conflitto che contrappose gli eserciti delle grandi famiglie e il potere imperiale sostenuto dagli eunuchi. Tuttavia, nessuno dei capi militari possedeva il prestigio necessario per fondare una nuova dinastia, e l'Impero entrò in declino.

### Periodo dei Tre Regni (220-280)
Il periodo dei Tre Regni fu un'epoca storica caratterizzata dalla frammentazione dell'Impero cinese in tre stati principali: 
- Wei: Fondato da Cao Cao, il Regno Wei si trovava nel nord della Cina e riuscì a diventare il più potente dei tre. La sua capitale era Luoyang e il suo governo si distinse per le riforme amministrative e militari.
- Regno Shu: Fondato da Liu Bei, un generale e leader carismatico, questo stato si trovava nella parte sud-occidentale della Cina e la sua capitale era Chengdu. Liu Bei è spesso ricordato per la sua alleanza con Zhuge Liang, un noto stratega.
- Regno Wu: Fondato da Sun Quan, il Regno Wu si estendeva lungo la costa orientale, con la capitale a Jianye (oggi Nanchino). Wu era noto per la sua marina e per il suo ruolo strategico nel controllo delle vie commerciali fluviali.

Il periodo dei Tre Regni è famoso per le numerose battaglie, tra cui la celebre battaglia di Chibi nel 208 d.C., dove le forze alleate di Wu e Shu sconfissero le truppe di Wei, impedendo la loro espansione nel sud. Il periodo si concluse definitivamente nel 280 d.C., quando il Regno Wu fu conquistato dal regno Wei che a sua volta fu in seguito rovesciato, segnando l'inizio di un nuovo periodo di unificazione della Cina.

### Dinastia Jīn (266-420)
La dinastia Jīn fu fondata nel 266 da Aguda, capo tribale dei Jurchen, una popolazione che abitava in Manciuria. Aguda e il suo popolo intrapresero una serie di campagne militari e grazie a una combinazione di abilità e alleanze strategiche, riuscirono a conquistare gran parte della Cina settentrionale. I Jurchen adottarono molte pratiche culturali e amministrative locali, fondendo le loro tradizioni con quelle cinesi. La Dinastia Jīn stabilì una corte imperiale a Zhongdu (l'attuale Pechino), che divenne un importante centro culturale e politico.
Inoltre implementarono un sistema di governo centralizzato e svilupparono un'amministrazione efficiente, ispirata ai modelli cinesi ed ebbero relazioni complesse con i vicini, come i Song del Sud e con i popoli nomadi dell'Asia centrale.

### Dinastie del Nord e del Sud (420-589)
Questo periodo è caratterizzato dall'ennesima frammentazione politica e dalla divisione tra le dinastie del Nord e del Sud. Nonostante le divisioni politiche, questo periodo vide un importante fiorire culturale, in particolare nel campo della poesia e della filosofia. Le dinastie meridionali erano spesso influenzate dal buddismo, che stava guadagnando popolarità in tutta la Cina. La divisione tra le dinastie del Nord e del Sud rifletteva in particolare le differenze etniche, culturali e politiche tra le varie regioni del paese.

### Dinastia Sui (581-618)
La dinastia Sui è stata una breve ma significativa dinastia cinese che ha segnato la transizione tra il periodo dei Tre Regni e la successiva dinastia Tang. Fondata da Yang Jian, noto come imperatore Wen, Sui è stata una dinastia caratterizzata da importanti riforme politiche, economiche e culturali, nonché da grandi opere pubbliche. L'imperatore Wen implementò una serie di riforme amministrative per rafforzare il governo centrale. Riorganizzò il sistema burocratico, semplificò il codice legale e migliorò la tassazione. Queste misure aiutarono a stabilizzare l'economia e a migliorare le condizioni di vita della popolazione. Uno dei progetti più ambiziosi della dinastia Sui fu la costruzione del Grande Canale, una vasta rete di canali che collegavano il fiume Giallo e il fiume Yangtze. Questo progetto non solo facilitò il commercio e il trasporto, ma contribuì anche all'integrazione economica e culturale dell'Impero cinese.

### Dinastia Tang (618-907)
La dinastia Tang è considerata uno dei periodi d'oro della storia cinese. Sotto i Tang, la Cina raggiunse vette senza precedenti in termini di cultura, arte e commercio. La dinastia si espanse notevolmente, influenzando gran parte dell'Estremo oriente. Il famoso poeta Li Bai e l'architetto del sistema burocratico Han Yu, sono figure iconiche di questo periodo. Durante il suo dominio, ci fu una notevole tolleranza religiosa. Il buddismo, in particolare prosperò e si diffuse, influenzando massicciamente i movimenti culturali artistici. Allo stesso tempo, il confucianesimo rimase una filosofia centrale nella vita politica e sociale cinese. Il declino della dinastia Tang iniziò nel IX secolo, a causa di fattori interni come la corruzione burocratica, le lotte di potere, le ribellioni e fattori esterni come le invasioni di popoli nomadi. La ribellione di An Lushan fu un evento cruciale che indebolì gravemente l'impero, così la dominazione dei Tang terminò nel 907 con la sua sostituzione da parte delle Cinque Dinastie e Dieci Regni.

### Dinastia Song (960-1279)
La dinastia Song è nota per i suoi progressi tecnologici e culturali. Nonostante le sfide militari, i Song promuovevano un'economia fiorente e innovativa, con sviluppi in agricoltura e commercio. Durante questo periodo vennero sviluppate le prime forme di stampa e la Cina vide la nascita di una classe commerciale urbana. La divisione in Song settentrionali e Song meridionali rappresenta un'importante fase di transizione nella storia cinese.

### Dinastia Yuan (1271-1368)
La dinastia Yuan fondata dai mongoli sotto l'autorità di grandi condottieri come Gengis Khan e suo nipote Kublai Khan. Quest'epoca segnò la prima dominazione straniera che la Cina abbia mai avuto. Si vide l'apertura della nazione verso il mondo occidentale con un'importante interazione culturale e commerciale. Sebbene gli Yuan siano ricordati per la loro tolleranza religiosa e culturale, la loro debolezza politica e militare portò alla loro caduta.

### Dinastia Ming (1368-1644)
La dinastia Ming è nota per il suo ripristino dell'ideologia confuciana come principale perno dello Stato e per il rafforzamento del potere imperiale. Durante questo periodo l'impero si impegnò in importanti progetti di costruzione, tra cui la Grande muraglia cinese. I Ming promossero anche il commercio marittimo, con viaggi di esplorazione condotti dall'ammiraglio Zheng He. Tuttavia il declino economico e le pressioni interne portarono alla fine della dinastia.

### Dinastia Qing (1644-1912)
La dinastia Qing fu l'ultima dinastia imperiale cinese e rappresentò un periodo di grande espansione territoriale e culturale. I Qing erano in origine un semplice clan manciù, ma una volta acquisito il dominio della Cina, contribuirono a raggiungere la massima estensione territoriale nella storia dell'impero. La dinastia dovette tuttavia affrontare diverse sfide significative, tra cui le guerre dell'oppio e l'opposizione interna, culminata nella Rivoluzione Xinhai del 1911, che portò alla caduta dell'impero e all'instaurazione l'anno successivo di una repubblica, chiamata Repubblica di Cina.